# Felice Govean
Felice Govean (Racconigi, 19 dicembre 1819 – Alpignano, 10 marzo 1898) è stato un giornalista e massone italiano, gran maestro reggente del Grande Oriente d'Italia nel 1861.

## Biografia

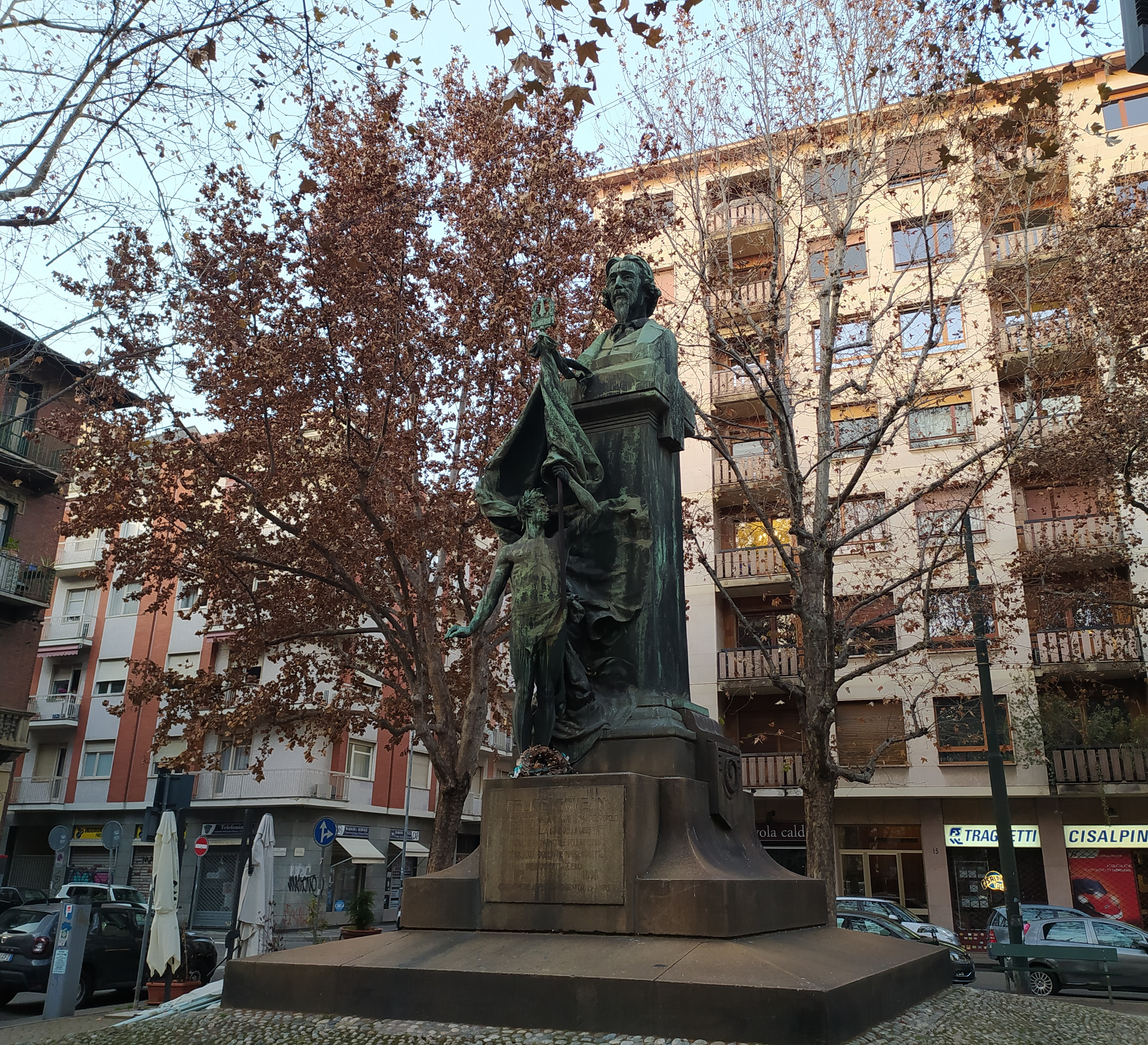
Monumento a Felice Govean

Nacque da una famiglia di origini portoghesi e tradizioni giacobine (il padre stesso fu coinvolto nella cospirazione del 1821 e nel moto del 1831) è dapprima impiegato in una società di assicurazioni, poi a Milano in una compagnia teatrale. Viene assunto dalla Tipografia Arnaldi nel 1846 come compositore e all'inizio del 1848 diede alla stampe un piccolo volume intitolato Il Balilla. Il 16 giugno 1848 iniziano le pubblicazioni della Gazzetta del popolo, giornale fondato insieme a Giovan Battista Bottero e Alessandro Borella, rivolto alla piccola borghesia, agli operai qualificati, al piccolo artigianato.
Nel marzo 1849 è volontario nella ripresa della guerra contro l'Austria. Si distinse per la sua politica cavouriana e nella lotta contro i privilegi clericali (per questo fu anche condannato al carcere). Abbandonò la direzione della Gazzetta del popolo nel 1861 e quattro anni dopo tentò di dar vita a due giornali, il Conte di Cavour e il Papà Camillo che ebbero però scarsa fortuna e segnarono la sua definitiva uscita di scena.
Il 20 dicembre 1859 fu tra coloro che diedero vita alla loggia "Ausonia", ossia il primo nucleo di quello che diventerà ufficialmente il "Grande Oriente italiano" (GOI). E la nascita dell'"Ausonia" fu sancita proprio presso la sua abitazione, sita in via Stampatori 8 a Torino. Lo stesso Govean fu gran maestro reggente del GOI dal dicembre del 1861 al luglio 1863, succedendo a Livio Zambeccari.
Felice Govean morì il 10 marzo 1898 ad Alpignano nella sua villa patrizia, Villa Govean, che si fece costruire nella seconda metà dell'Ottocento. Nel 1958 Angelo Franceschini direttore del Collegio Marino di Torino acquistò la Villa per aprire un moderno e attrezzato Parco Scuola dotato di convitto per scuola media, ragioneria e geometria.
Nel 1973 passa di proprietà del Comune di Alpignano per diventare nel 1984 scuola media statale mentre l'area circostante veniva destinata a parco pubblico dedicato alla memoria di Giuseppe Bellagarda, contadino, autodidatta, consigliere comunale e deputato nel 1920.
Le sue spoglie mortali riposano presso il Cimitero Monumentale di Torino. La sua tomba risiede nella parte perimetrale più vecchia percorrendo, dall'entrata principale, il muro a sinistra per circa 200 metri.
A Torino si trova un monumento in suo onore nell'omonima piazza, in corrispondenza della confluenza di via Madama Cristina e via Belfiore, nel quartiere San Salvario.